# They Got Lost
They Got Lost é a quinta compilação da banda They Might Be Giants, lançada em Julho de 2002.

## Faixas
Todas as faixas por They Might Be Giants.
1. "Rest Awhile" – 1:40
2. "Truth in Your Words" – 1:10
3. "On the Drag" – 2:18
4. "All Alone" – 1:33
5. "Down to the Bottom of the Sea" – 0:53
6. "I'm Sick (Of This American Life)" – 1:27
7. "Words Are Like" (Demo) – 1:38
8. "I Am a Human Head" – 2:51
9. "Oranges" – 1:09
10. "Empty Bottle Blues" – 1:38
11. "They Got Lost" – 4:36
12. "Reprehensible" – 3:13
13. "Rat Patrol" – 2:01
14. "The Army's Tired Now" – 1:11
15. "Certain People I Could Name" – 3:23
16. "Theme to McSweeney's" – 2:30
17. "Dollar for Dollar" – 0:24
18. "Mosh Momken Abadon" – 2:53
19. "Token Back to Brooklyn" – 0:52
20. "Disappointing Show" – 2:31
21. "Oranges Testimonial" – 1:12